# Stefan Kraft
Stefan Kraft, född 15 maj 1993 i Schwarzach im Pongau, är en österrikisk backhoppare. Han världscupdebuterade i Bischofshofen i januari 2012. Han vann totalsegern i Tysk-österrikiska backhopparveckan säsongen 2014/2015.

### Fotnoter
1. ↑  Stefan Kraft på Internationella Skidförbundets webbplats
2. ↑  ”Backhopparstjärnan i otäck krasch”. Sveriges Radio. 6 januari 2015. http://sverigesradio.se/sida/gruppsida.aspx?programid=3277&grupp=16295&artikel=6061080. Läst 7 januari 2015.